# 黄眼企鹅
黃眼企鵝（學名：Megadyptes antipodes，毛利語：Hoiho）是原住新西蘭的企鵝。牠們以往被認為是小藍企鵝的近親，但分子分析研究發現牠們更為接近冠企鵝屬。就像所有其他的企鵝，黃眼企鵝主要以魚為主食。
黃眼企鵝分佈在新西蘭的南島、斯圖爾特島、奧克蘭群島及坎貝爾島。位於奧塔哥半島的群落是著名的旅遊熱點，很多遊客會在此近距離觀賞黃眼企鵝。

## 科學分類
黃眼企鵝是黃眼企鵝屬下仅有的2个物種之一。牠們以往被認為是小藍企鵝的近親，但分子分析研究發現牠們更為接近冠企鵝屬。粒線體及細胞核DNA證明牠們是約於1500萬年前從冠企鵝屬的祖先中分化出來。該物種有一個已滅絕的亞種：怀塔哈企鹅。

## 描述
黃眼企鵝是較為大的企鵝，平均長70公分及重約6.23公斤。牠們的頭部呈淡黃色，瞳孔呈更淡的黃色，身體呈黑色。牠們的顎及喉嚨呈黑褐色。眼睛之間有一黃帶在頭後部連接。雛鳥的頭部較灰，並沒有黃帶，而瞳孔亦是呈灰色的。
黃眼企鵝可以很長壽，有些可達20歲。雄鳥一般較雌鳥長壽，介乎10—12歲的年齡中，雄鳥數目就是雌鳥的兩倍。

## 分佈及棲息地
黃眼企鵝一般在森林、斜坡或岸邊築巢，巢穴的地方往往都是在海灣的地方。巢穴都是分佈在新西蘭，在南島的東南岸、弗佛海峽、斯圖爾特島、奧克蘭群島及坎貝爾島。

## 保育
黃眼企鵝是瀕危物種，估計只有約4000隻。牠們是世界上最稀有的企鵝之一。其主要的威脅是失去棲息地、掠食者的出現及環境變遷。牠們是所有現存企鵝中最古老的。
於2007年11月，在卡特林斯海岸成立了一個保育區域，以保護超過10%的黃眼企鵝數量。

## 健康
在奧塔哥半島及北奧塔哥的黃眼企鵝，於2004年春天感染了不知名的疾病，死去了接近60%的數量。這種疾病與棒狀桿菌屬的感染有關，但是這似乎只是繼發感染，其真正的病原仍未清楚。同樣的問題亦在斯圖爾特島出現。

## 行為
黃眼企鵝一般會在離岸7—13公里及巢穴以外的17公里處覓食。牠們會在清晨離開巢穴，花2—3日的時間在海中覓食，若要哺育雛鳥的話，則會在即日的晚上回到巢穴。牠們一般可以潛至34公尺的水深處。

### 食性
黃眼企鵝會潛至20—60公尺深的地方覓食。黃眼企鵝約90%的食物都是魚類，餘下的是頭足綱。牠們所吃的魚類有新西蘭擬鱸、紅擬褐鱈、單鰭雙犁魚及藍背黍鯡，長度介乎2—32公分。頭足綱約佔雛鳥飲食的49%。

### 繁殖

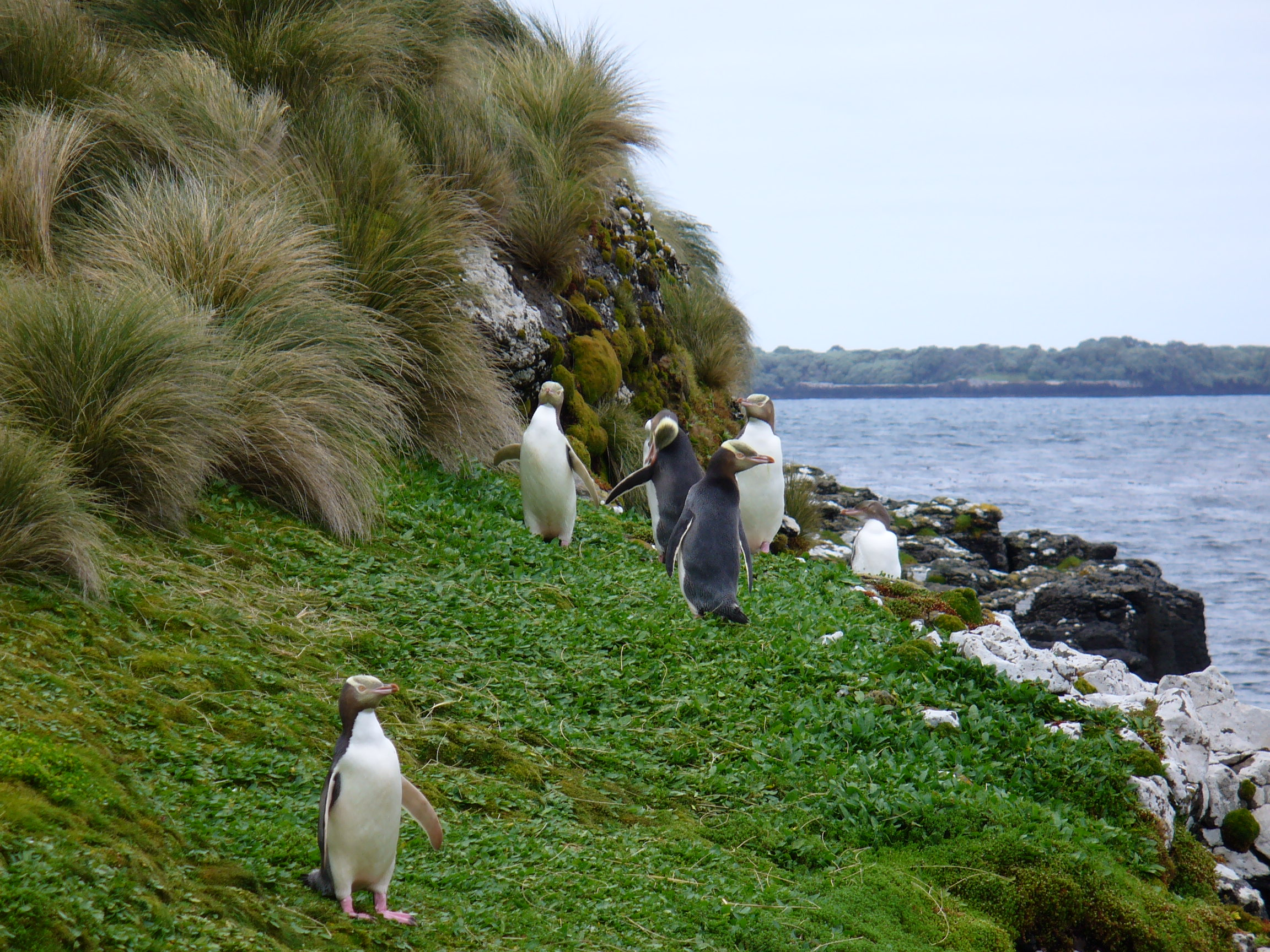
在奧克蘭群島岸邊的黃眼企鵝。

黃眼企鵝是否會佔有領地而一直備受爭議。大部份南極洲的企鵝都會成大群的一同生活，如皇帝企鵝。相反，黃眼企鵝之間不會在視線範圍內築巢。牠們可能會成群4—6隻企鵝一同出海，但卻會各自分散的回到自己的巢穴。現時學者一般都稱黃眼企鵝的巢穴為其棲息地而非領地。

### 旅遊
在新西蘭的黃眼企鵝棲息地有很多隱蔽地方，可以在岸邊觀賞牠們的生態。這些地方包括有奧瑪魯的海灘、摩拉基燈塔、一些近但尼丁的海灘及卡特林斯海岸。在奧塔哥半島亦有很多商業旅遊的活動來觀賞黃眼企鵝。

## 外部連結
- Official Yellow-eyed Penguin Trust site in New Zealand
- Yellow-eyed penguin facts @ Penguins in New Zealand
- penguinpage.net - Research blog about a project investigating Yellow-eyed penguin foraging behaviour
- Yellow-eyed penguins from the International Penguin Conservation Web Site （页面存档备份，存于）
- www.pinguins.info : information about all species of penguins （页面存档备份，存于）
- (PDF). Department of Conservation, Wellington, New Zealand. 2001  [2007-10-04]. （原始内容 (PDF)存档于2007-10-25）.
- Roscoe, R. . Photo Volcaniaca.   [13 April 2008]. （原始内容存档于2008-07-19）.